# Cristo Crucificado (Goya)
Cristo Crucificado é uma pintura a óleo sobre tela de 1780 da Crucificação de Jesus pelo pintor romântico espanhol Francisco de Goya. Apresentou-a à Real Academia de Bellas Artes de San Fernando como sua peça de recepção como pintor acadêmico. Faz agora parte da colecção permanente do Museu do Prado, em Madrid.

## Análise
A pintura é de estilo neoclássico, embora enraizada na iconografia tradicional espanhola do assunto e relacionada ao tratamento do mesmo tema por Velázquez (mesmo tomando emprestado seu fundo preto escuro sem paisagem) e Anton Raphael Mengs (tomando emprestada sua apresentação da perna direita empurrada para frente).